# Govindghat
Govindghat – miasto w północnych Indiach w stanie Uttarakhand, na pogórzu Himalajów Wysokich.